# Henri Vaugeois
Henri Vaugeois (L'Aigle, 25 de abril de 1864 - París, 11 de abril de 1916) fue un político francés. Fue cofundador de Action Française.
Nacido en L'Aigle, Vaugeois se trasladó a Coulommiers, donde enseñó filosofía. Inicialmente fue un liberalrepublicano, que más tarde giraría del lado de los antidreyfusards. En 1899 perdió su puesto de docente después de su adhesión al intento de golpe de Paul Déroulède. Posteriormente se unió al Comité de l'Action Française de Charles Maurras, al que utilizó como base del movimiento. Maurras pronto convenció a Vaugeois de abandonar sus ideales republicanos en favor del monarquismo. 